# Piscataquis River
Ne doit pas être confondu avec Piscataqua.
La rivière Piscataquis est un affluent majeur du fleuve Penobscot, située dans le comté de Piscataquis, dans l’État du Maine, aux États-Unis. Elle prend sa source à la confluence de ses branches Est et Ouest dans Blanchard. La rivière coule principalement vers l’est jusqu’à ce qu’elle rencontre la Penobscot à Howland après un cours de 105 km.
Le sentier des Appalaches longe la branche ouest de la Piscataquis. La rivière est retenue par le barrage Howland à son confluent avec la rivière Penobscot.

## Source
- (en) Cet article est partiellement ou en totalité issu de l’article de Wikipédia en anglais intitulé « Piscataquis River » (voir la liste des auteurs).